# دودلي ويلكينز
دودلي ويلكينز (بالإنجليزية: Dudley Wilkins)‏ هو لاعب القفز الثلاثي أمريكي، ولد في 11 نوفمبر 1914 في كراولي في الولايات المتحدة، وتوفي بنفس المكان في فبراير 1989.

## وصلات خارجية
- دودلي ويلكينز على موقع أوليمبيديا (الإنجليزية)